# 長崎市立丸尾中学校
長崎市立丸尾中学校（ながさきしりつまるおちゅうがっこう、Nagasaki City Maruo Junior High School）は、長崎県長崎市大鳥町にある公立中学校。略称「丸中」（まるちゅう）。長崎港を見下ろす稲佐山の中腹にある。

## 概要
歴史
1949年（昭和24年）に開校した。2009年（平成21年）に創立60周年を迎えた。
学校教育目標
「自ら学び、心豊かでたくましく生きる生徒の育成」
スローガン
「 凡事徹底 ～やればできる～ 」
校章
海から出る朝日を図案化し、中央に校名を表す〇（丸）を置き、その中に「中」の文字を入れている。
校歌
作詞は福田清人、作曲は沖不可止によるもの。2番まであり、両番に校名の「丸尾」が登場する。
校区
長崎市立飽浦小学校校区、長崎市立朝日小学校校区。

## 沿革
- 1949年（昭和24年）
  - 4月1日 - 長崎市丸尾町二丁目[2]5番地に「長崎市立丸尾中学校」（現校名）が創立。校舎完成までの間、長崎市立淵中学校校舎を間借りする。
  - 6月1日 - 校舎が完成し、長崎市立淵中学校から移転。
  - 6月5日 - 第1期工事（12教室）が完成。
- 1950年（昭和25年）4月29日 - 第2期工事（2教室）が完成。
- 1952年（昭和27年）
  - 3月11日 - 第3期工事（校長室、職員室、事務室、5教室）が完成。
  - 9月1日 - 第4期工事（2教室）が完成。
- 1953年（昭和28年）6月11日 - 第5期工事（2教室）が完成。
- 1957年（昭和32年）6月4日 - 校歌を制定。
- 1962年（昭和37年）4月 - 在籍生徒数が最大の1,858名（38学級）を記録する。（ピーク）
- 1963年（昭和38年）
  - 1月11日 - 20教室（うち1教室はパイプハウス[3]で技術工作室）を増築。
  - 4月1日 - 特殊学級（1学級）を設置。
- 1964年（昭和39年）5月1日 - 総理府の長崎県校区に指定され、「丸尾地区子どもを守る会」を実施。
- 1965年（昭和40年）
  - 4月1日 - 特殊学級が1学級増設され、計2学級となる。
  - 12月7日 - 新校舎敷地造成起工式・新校舎取り付け道路開通式を挙行。
- 1968年（昭和43年）
  - 6月30日 - 大鳥町（現在地）に鉄筋コンクリート造地下1階・地上4階建ての新校舎が完成。
  - 7月20日 - 新校舎へ移転[4]完了。
  - 11月9日 - 新校舎落成式を挙行。
- 1969年（昭和44年）4月25日 - 体育館が完成。
- 1970年（昭和45年）3月11日 - 記念像「希望の像」が完成。
- 1972年（昭和47年）9月7日 - プールが完成。
- 1980年（昭和55年）9月1日 - 運動場の整地が完了。
- 1985年（昭和60年）4月9日 - 校長室が事務室横に移転。
- 1986年（昭和61年）11月9日 - 国際平和記念ユニセフ創設40周年記念 聖火ランナーとして生徒9名が出場。
- 1987年（昭和62年）3月31日 - 特殊学級を休級。
- 1989年（平成元年）
  - 4月1日 - 長崎県・長崎市中体連事務局が設置される。
  - 9月1日 - 大規模改造事業が完成。
- 1993年（平成5年）12月20日 - コンピュータ教室が完成。
- 1996年（平成8年）
  - 8月31日 - 校舎外の塗装工事が完了。
  - 9月20日 - 一部の部屋にエアコンを設置。
- 1997年（平成9年）
  - 4月1日 - 特殊学級を復級。
  - 9月1日 - 図書室を改修。
  - この年 - カウンセリング室が完成。
- 1998年（平成10年）
  - 6月20日 - 創立50周年記念式典を挙行。
  - 11月17日 - 創立50周年を記念して校旗が寄贈される。
- 2001年（平成13年）11月14日 - 校舎第1期改装工事が完了。
- 2004年（平成16年）
  - 2月20日 - 校舎第2期改装工事が完了。
  - 5月20日 - 身障者用トイレを設置。
  - 8月26日 - バリアフリーの一環でスロープを設置。
  - 9月6日 - 学校給食（親子方式[5]）を開始。
  - 12月14日 - 校舎第3期改装工事が完了。
- 2005年（平成17年）
  - 1月5日 - 生徒用掲示黒板を設置。
  - 4月1日 - 長崎市学校選択制が実施され、公立小中学校が校区指定制から選択制に変更。
  - 7月3日 - 校門前庭園を整備。
  - 9月20日 - 防犯カメラを設置。
- 2006年（平成18年）
  - 2月9日 - 第5回（1949年（昭和29年）3月）卒業生により、卒業50周年を記念して植樹祭が挙行。
  - 4月1日 - 特殊学級（現・特別支援学級） を設置。
- 2012年（平成24年）4月1日 - 長崎市学校選択制が廃止される[6]。
- 2019年（令和元年）11月2日 ‐ 70周年記念式典・祝賀会を挙行。

## 学校行事
3学期制
1学期
- 4月

始業式・着任式、入学式、新入生オリエンテーション、2・3年実力テスト、歓迎遠足、3年全国学力・学習状況調査、長崎県英語基礎学力調査、2・3年PTA、PTA総会・部活動振興会総会
- 5月 - 体育大会
- 6月 - 長崎市中学校総合体育大会（以下・中総体）推戴式、長崎市中総体、教育相談、被爆講話集会、平和体験学習、期末考査、避難訓練
- 7月 - 長崎っ子の心を見つめる教育週間、道徳公開授業、生徒総会、丸中生に期待する会、終業式、家庭訪問・三者面談、長崎県中総体
- 8月 - 長崎平和の日・登校日・平和記念集会（9日 長崎原爆の日）、職場体験学習

2学期
- 9月 - 始業式、実力考査
- 10月 - 長崎市中総体駅伝大会推戴式、長崎市中総体駅伝大会、連合音楽会、学習発表会、水の浦地区球技大会、3年実力考査
- 11月 - 2年修学旅行、1・2年二者面談、3年三者面談、期末考査、避難訓練
- 12月 - 人権集会、生徒会役員改選、3年薬物乱用防止教室、1・2年PTA、終業式

3学期
- 1月 - 始業式、1・2年実力考査、生徒会役員引き継ぎ式
- 2月 - 学年末考査、避難訓練、芸術体験事業（能楽）、新入生説明会
- 3月 - 長崎県公立高校入試、1・2年PTA、3年同窓会入会式、卒業式、新入生受付・物品販売、修了式・離任式

## 部活動
運動部
- バスケットボール部
- 陸上部

文化部
- 吹奏楽部 - 2004年（平成16年）に長崎県吹奏楽コンクールで金賞を受賞。
- 美術同好会

かつて存在した部活動
- 男子バレーボール部 - 1963年（昭和38年）・1968年（昭和43年）・1977年（昭和42年）の長崎県中総体で優勝（3回）。
- バレーボール部（女）- 1983年（昭和58年）長崎県中総体で優勝し、8月に九州大会に出場した。
- 野球部
- 柔道部
  - 1977年（昭和42年）長崎県中総体で優勝。
  - 1993年（平成5年）個人（1名）が九州中学校柔道競技大会78kg級で第3位となり、全国中学校柔道競技大会78kg級に出場。

## アクセス
最寄りの鉄道駅
- JR九州 長崎本線 「長崎駅」- 学校からはかなり離れているので、バス等の利用が必要。

最寄りのバス停
- 長崎バス「丸尾中学校前」下車後すぐ。

## 周辺
- 長崎市立朝日小学校
- 長崎ホテル清風
- ルークプラザホテル
- 稲佐山観光ホテル
- 稲佐山温泉ホテルアマンディ

## 関連事項
- 長崎県中学校一覧